# آي. جي. باركر
آي. جي. باركر (بالإنجليزية: I. J. Parker)‏ (1936، ميونخ في ألمانيا)؛ كاتِبة وروائية أمريكية. درست في جامعة تكساس في أوستن.